# 地球戦隊ファイブマン
『地球戦隊ファイブマン』（ちきゅうせんたいファイブマン）は、1990年3月2日から1991年2月8日まで、テレビ朝日系列で毎週金曜17:30 - 17:55（JST）に全48話が放送された、東映制作の特撮テレビドラマシリーズ、および作中で主人公たちが変身するヒーローの名称。

## 概要
本作品ではシリーズで初めてのメンバー全員が兄弟という設定や全員が教師という設定が特徴である。これらの設定は少子化や教育の崩壊などの社会問題を反映したものとされる。教師としての直接的な描写は前作同様、未就学児には学校は馴染みのない場所のため、ほとんど登場させない方向の演出となったため、一部の回に留まるが、ゲストの子供との関わり方などで表現している。また、前作に引き続き環境問題も作品に取り入れられている。
アクション面では、兄弟戦隊という設定を活かしコンビネーション技を多用している。
本作品より特撮監督が矢島信男から佛田洋に交代した。本作品でも特撮班は巨大戦を担当していないが、巨大ロボ戦においても大きな変化が起きており、5人が変身しない、あるいは変身が解けた状態で操縦するといった新演出が織り込まれた。過去のシリーズにおいて合体・変形前のメカを操縦するシーンが断片的にはあったが、巨大ロボを操縦するケースは本作品が初めて。また、回によってレッド以外の戦士がメインパイロットになったこともあった。

## あらすじ
宇宙航行が可能となった時代。1960年代当時から、地球の砂漠化問題に取り組み、生命が死に絶えた星に緑を蘇生させる惑星規模の緑化プロジェクトを進めていた星川博士は、28年前に家族で地球を離れ移住先の荒れ果てた辺境惑星シドンで現星人と共に植樹作業をしていた。ようやく緑が芽生えた1970年のある日、全銀河の星々の支配を企むエイリアン軍団銀帝軍ゾーンの襲撃を受ける。星川夫妻はサポートロボットのアーサーG6と5人の子供たちを住居としていた宇宙船に避難させ地球へと帰還させるが、彼らは生死不明となってしまう。
それから20年後、両親と生き別れになった5人の兄妹は同じ小学校の教師となっていた。ある日、ゾーンは1000個目の惑星として地球の侵略を開始。総攻撃を仕掛けるゾーンは、星川五兄妹の勤めるニュータウン小学校をも破壊していく。その時、突然3体のマシンが現れ、ゾーンの攻撃を駆逐し始めた。
戦闘機を次々と撃墜され唖然とするゾーンの面々の前に、マシンから降りた5人が姿を現した。強化スーツを纏った彼らは自らをこう称した、地球戦隊ファイブマンと。それはゾーンがいつか地球を襲撃するだろうと考え、侵略に備えアーサーG6とともに密かにトレーニングを積んでいたあの5人兄妹だった。

## 登場人物

### 地球戦隊ファイブマン
惑星シドンから地球へ脱出した星川兄妹が銀帝軍ゾーンの襲来を予測して結成した防衛チーム。最大の特長は全員が血の繋がった兄妹である絆を最大限に活かした多彩なコンビネーションによる戦法である。
クレジット順と名乗り順は出生順とは異なり赤・青・黒・桃・黄の順番となっている。5人の名前はそれぞれ担当する科目に因んでいる。
星川 学（）
星川兄妹の長男（第1子）で、宇宙科学が得意な理科教師。父が残した技術でファイブマンの装備を作り上げた科学者の側面も持っており、科学の楽しさを子供にも教えるため、現在の職を選んだ。1963年10月5日生まれの27歳。剣道が得意で、暇であれば子供たちにも指導している。
兄妹の父親代わりとして長年皆を支えてきたため責任感が強くリーダーシップも抜群である。だが、長男といっても幼いころから兄妹みんなの面倒や相談を一人で受けてきたストレスも多く、みんなには内緒で両親が出会った高原に似た高原に一人でこっそり出かけては記憶の中の両親に相談することもある。また、生徒への愛情も兄妹への愛情同様に強く他の兄妹や生徒からの信頼も厚く、公明正大を心掛けている。しかし、お化けや幽霊の類だけが大の苦手。普段冷静な学が子供のように怯えて健たちの背中に隠れてしまうほど。
第32話では皆に28歳の誕生日を祝ってもらっている最中に、シュバリエとワニカエルギンの攻撃を受けて死亡してしまうが、ワニカエルギンの時を戻す能力を利用した数美の作戦で歴史をリセットし、復活することができた。
ファイブレッド
星川学が変身する戦士。原子運動を象った額のエンブレムは、宇宙のどんな物質でも分析できる装置スーパーファイブアナライザーである。
戦闘では得意の剣道を主体としている。

星川 健（）
星川兄妹の次男（第2子）で、体育教師。25歳。
短気な面もあるが、他人にも自分にも厳しい勇気にあふれる熱血漢のサブリーダーである。武器に頼るより肉体を駆使するべきという信念の持ち主で、当初はファイブテクターの必要性もその信念から反対だったが、後に武器による準備の必要性も理解してファイブテクターを最初に装備した。
スポーツ万能で特に水泳と柔道を得意とする。ニュータウン小学校再建のために宝くじを購入したこともある。
子どもに勇気を教えるため、変身せずにアメーバルギンを倒したこともある。
- 当初は健だけ本当の兄妹ではない予定で、この設定は役者にも伝えられており、他の兄妹とは少し違うイメージで演じていたものの最終的にはないものとされた。

ファイブブルー
星川健が変身する戦士。運動をしている人間を象った額のエンブレムは、パワーを調整して30秒だけ3倍の力を引き上げる装置パワーディバイダーシステムである。
戦闘では、素早いアクロバット戦法や怪力を活かした格闘戦を主体としている。

星川 文矢（）
星川兄妹の三男（第5子）で、国語教師。次女のレミとは二卵性双生児で、「ツーと言えばカー」と自分で言うほどレミとは語らずとも相手の行動がよくわかるほどコンビネーションは抜群。20歳。
レミ同様に末っ子ゆえか、気が短く子供っぽい面もあり、音痴だったり、幼いころからの癖も持ち続けているが、負けず嫌いな性格。宇宙語を含めたあらゆる言語を理解・分析できるほどの語学の天才でもある。また空手の有段者でもある。
第36話でサソリナマズギンの力でレミと身体を交換されてしまった際には、変身不能になりながらも、双子ならではの阿吽の呼吸でサソリナマズギンを翻弄した。
ファイブブラック
星川文矢が変身する戦士。漢字の「語」を象った額のエンブレムは、地球上の言葉の全てから、宇宙人の言葉までを分析できる装置スーパーランゲージコンピューターである。
戦闘では得意の空手を主体としたスピードと打撃に重点を置いて戦い、レミとの双子ならではの連携プレーも展開。スパイ戦が得意。

星川 数美（）
星川兄妹の長女（第3子）で、算数教師。23歳。高い計算能力を持つ優れた作戦家。
皆の母親代わりであり、学と同様、兄妹の保護者のような存在で、マグマベースでの家事の大半を取り仕切る。心優しい世話好きな性格だが、ただ長女として母親がわりを自然とするようになっていたというだけで、普通の愛ある生活にあこがれがあり、普通の女の子としておしゃれや恋愛をしたいのをたくさん我慢してきたこともあるため恋愛にはかなりうぶで、実際にカメレザルギンが化けた青年からラブレターをもらった際には舞い上がってしまい、それまでの溜め込んできた我慢や不満を鬱積させてきたものが爆発してしまい、危うく敵の罠にかかりかけたこともある。嫌いな動物はカメレオンで、見ると金縛りになってしまうほど。頭の回転が速く計算が得意であり、32話で学が殺された際にはワニカエルギンの能力を利用して時間を巻き戻す作戦を瞬時に考えつき敵を利用したりもするなどコンピュータのような冷静な判断力と分析力でリーダーの学をサポートする。
フェンシング、射撃、オートバイの運転なども得意とする。
ファイブピンク
星川数美が変身する戦士。加減乗除（＋－×÷）の計算法を象った額のエンブレムは、あらゆる計算が素早くこなせる装置スーパーファイブキャルキュレーターである。
戦闘では得意のフェンシングを主体としており、嫌なことがあるとストレスの解消にも用いている。パワーの弱さを補うため、敵の弱点を見抜いて一点集中攻撃を行う。

星川 レミ（）
星川兄弟の次女（第4子）で、音楽教師。三男の文矢とは二卵性双生児である。20歳。
絶対音感を持ち、性格は明朗活発な兄妹のムードメーカー。負けん気が強い。恐れ知らずで突っ込むこともあるが、自らを囮にして銀河闘士を引き付ける勇気も持つ。兄妹の中では末っ子にあたるせいか、やや幼さを残す面も多い。また、料理や掃除といった家事は一切ダメで、もっぱら数美やアーサーに任せっきりにしている。文矢とともに写真でしか親の顔を知らないことにコンプレックスを抱えており、第31話ではタヌキツネギンが生み出した母親の幻に惑わされてしまった。
訓練にも熱心で作中でもよく特訓を兄妹（特に文矢）とよく行っており、第4話では特訓で酔拳も修得している。文矢とは双子ならではの連携プレーも展開する。敵の足音などから全てを読み取る。
第24話では敵であるバツラー兵339号を助け、彼に「バツラーの命も人間の命も同じよ」と言うなど、敵に対し親愛的な一面も見せた。
ファイブイエロー
星川レミが変身する戦士。八分音符（♪）を象った額のエンブレムは、色々な音波をイエローフルートで吹くための装置サウンドファイブコーダーである。
戦闘では得意の中国拳法で、カンフー技を決める技を主体としている。また、リズム感を活かしてアクロバット戦法も行う。

### 支援者
アーサーG6（）
星川博士が製作したサポートロボット。通称は「アーサー」で、1人称は「僕」。
幼い兄妹を親代わりに一人前に育て上げた。
5人が戦士となってからは後方から援護する指揮官的役割もこなす。カメラ機能を持つ両目を点滅させて放つ衝撃波アーサーフラッシュが武器で、巨大化前の銀河闘士を投げ飛ばすほどの力もある。
ビリオンとデンキウナギンからファイブマンを守ったため、吹き飛んで壊れたことがある。その後、発明好きの太郎少年に拾われて修理されたが、「ジロウ」と名付けられ、一時的に記憶喪失になった。
第12話でアースカノンに変形する能力を得る。
「アーサー」の由来は地球の英語である「EARTH」から。
- サポートロボとしては初めてDXロボが発売され、アースカノンへの変形ギミックを内蔵している。

星川博士（）
兄妹の父親。天才科学者であり、ロボや武器など、ファイブスーツ以外のほとんどのファイブマンの装備は彼が発明したものである。
シドン星で植物を復活させる研究を行っていた際、ゾーンの襲撃を受けて幼い子どもたちを星から脱出させた直後緑とともに消息不明になる。第46話で、妻の緑とともに銀河系P16という別の惑星に逃げ延びて無事だったことが判明する。終盤では年月の経過による髪の毛の一部は白髪となり、髭を生やしていた。
- 書籍によっては「星川五郎」という名前で紹介されている。

星川 緑（）
兄妹の母親。
ゾーンが襲撃した際、博士とともに生死不明となっていたが、夫とともに銀河系P16という別の惑星に逃げ延びて無事だったことが判明する。
グンサー
銀河棒術の使い手で、強い相手を求めて宇宙を旅していた戦士。宇宙の暴れウルフの異名を持つ。
かつて重傷を負ったところを星川夫婦に助けられたが、スターファイブを強奪してしまう。その後地球に降り立ってからはファイブマンと敵対するが、次第に学との間に友情が芽生える。
パールギンの魔力で石にされて宇宙に飛ばされたが第45話で復活し、続く第46話で学をかばってビリオンの凶刃を受けて散るが、学たちには両親の生存を伝えた。
- デザインは大畑晃一が担当。デザイン画ではタイツは茶色が指定されていたが、衣装では青に変更された。宇宙の暴れ者で孫悟空のようなイメージから如意棒が武器となったが、後付けの要素であり、当初は刀であったという。

### 宇宙人・宇宙生物
銀帝軍ゾーンは地球に来る前に既に999の星を滅ぼしており、劇中では滅ぼされた星の住民などが登場したりする他、ゾーンが目的達成のために外部からの宇宙生物などを雇うことがあった。そのいくつかを紹介する。
イーヤ、トーヤ
第1話の冒頭に登場。ゾーンに滅ぼされたシドン星の子供たち。星川夫婦を慕い、シドンの花による星の緑化を願っていたが、その直後にゾーンの攻撃で死亡した。2人の思い出は記念写真と共に、ファイブマンの心の中で生き続ける。
銀河卵（）
第5話に登場。行方不明の両親を探す卵。孵化前から言語能力や攻撃能力を備える。地球に現れると、コンドルギンと共に地球の乳幼児を「コンドルギンの卵」にしようとしたドンゴロスを、「父ちゃん」と追い回す。その後ゾーン幹部らに両親だと掛け合うが、ドンゴロスが「多分今まで滅ぼしたどこかの星の卵だろう」と言われると激昂し、バツラー兵を攻撃してコンドルギン卵を解放した。そしてラストにて、再び両親を探しに宇宙へ帰っていった。
クリスタル星人ソーヤ
第8話に登場。クリスタル星壊滅後にゾーンに捕虜とされ、オーラをドルドラのコンピューターに利用されていたが、オーラが出尽くしたゆえに廃棄処分を命ぜられたため、テレパシーで助けを求め、学に助けられる。クリスタル星の涙は結晶化すると強大なパワーを生む代わりに、自らの命も縮める副作用があり、最後はファイブマンを苦しめるオオカミルギンを涙の結晶で封じ込め、自分も力尽きて死んだ。
ロマノ星人レイ・ゾーバ
第10話に登場。ゾーンが初めて滅ぼしたロマノ星の王子で、ドルドラ軍団により両親と妹を殺されたために、ドルドラに復讐を誓い、心を捨てるためにサイボーグ化し、異星人の血をエネルギーとして吸っていた。ファイブマンとは共闘せず、自力でドルドラを倒そうとしたが、やがて吸った血が尽きそうになったことを知った文矢が「俺の血を吸え」と勧めたり、さらに文矢が「俺たちは復讐のために戦ってるんじゃない」と進言すると、僅かながら残っていた心が揺れ動き、最後はカブトギンに特攻して爆死。その結果、「銀河一の不死身」と言われたカブトギンを弱体化させた。
- デザインは篠原保が担当。

ジーグ
第25話に登場。ゾーンに滅ぼされた宇宙サーカスのピエロで、俊敏な動きで星川兄妹を何度も驚愕させた。
行方不明の元相棒ライオギンを探して地球にやって来た。だが皮肉にもそのライオギンはゾーンの銀河闘士となっていた。そんなライオギンに再び一緒にサーカスを始めようと説得させるが、改心しかけたライオギンはゴルリン21号に半ば強引に吸収されて巨大化されてしまう。しかしアーサーが用意したピエロ衣装のファイブロボを借りて乗りこみ、必死の説得とパフォーマンスでライオギンを完全に改心させ、ゴルリン21号から分離させるのに成功する。
その後サーカス復活を誓い、ライオギンと共に宇宙へ飛び立った。

### その他
5くん人形
人形劇で使おうとしていたファイブマンを模ったパペット人形に魂が宿ったもの。テコ入れの1つとして第23話より登場。劇中においてファイブマンの応援などを行っていた他、第24話から第35話の予告ナレーションも担当していた。
- 鈴木は5くん人形の登場には反対しており、結果も逆効果だったと述べている。

ガロアどん
5くん人形同様、人形劇で使う予定だったパペット人形に魂が宿ったもの。こちらは名前から分かる通り、ガロア艦長を模っていた。ゾーン、特にガロアを応援しては5くんたちに苛められるのが常。しかし、30話ではガロアの立場が危うくなっていたことからファイブマンを応援した他、ラストでは5くんたちとドッジボールに興じていたことも。第35話を最後に登場しなくなる。

## ファイブマンの装備・戦力

### 共通装備・技
Vチェンジャーブレス・Vチェンジャーコンパクト
変身・通信用のアイテム。男性陣（学、健、文矢）は左腕に装備しているVチェンジャーブレス、女性陣（数美、レミ）は首に下げたVチェンジャーコンパクトを使用する。一旦、Vチェンジャーを腰に引き、「ファイブマン」の発声とともにVチェンジャーを掲げると、チェンジャー内に収納されているファイブスーツが射出され変身するが、「ファイブマン」の発声は2人以上で同時に変身する場合だけであり、たとえ複数いる場合でも、個人がそれぞれ順番に変身したり1人で変身する際には、それぞれのコード名（学であれば「ファイブレッド」）を発声して変身する。内部には変身に用いる膨大な量のエネルギーが蓄積されており、使い切った場合は一定の時間を要するチャージが必要となる。
ファイブスーツ
Vチェンジャーを起動させることで装着される強化服。各戦士のヘルメットには、人間には聞き取れない超音波などもキャッチするFXイヤーや、暗闇や眩い光の中をも見通し、遠方のものも視認できるゴーグルのファイビックスアイが共通で搭載されているほか、額のエンブレムに各戦士のそれぞれの能力に応じた装置も内蔵され、ピンクとイエローのヘルメットにはエンブレムと同型のイヤリングがついている。スーツ本体はピストルの弾丸も跳ね返し、4,000℃の炎にも耐えられる特別繊維のファイビングクロスで作られており、パワーを調節する電子メカと小型コンピューターが備わった胸部のVミラックスや、15時間分のパワーを出せるほどのエネルギーが凝縮された腰のPFCバックル、グローブ内の両腕を守り強力なパワーをも生み出すフィストパワーターミナル、ブーツ底のファイブブースターなど、さまざまな装置が配されている。これによってスーツの装着者に銀河闘士を掴んで振り回すパワーとボクサーの何10倍ものパンチ力、100メートルを3.9秒で走り抜く走力を与え、6.2メートル（通常時）〜23メートル（ブースター使用時）ものジャンプを可能とさせる。
ファイブラスター
全員が右腰のホルスターに携行しているレーザー銃。0.1秒の射撃で厚さ8センチメートルの鉄板に穴を開ける強力ビームを発射し、ジャンプして空中で発射するジャンプシュートという技も披露する。2人同時に射撃を行う場合はダブルファイブラスターと呼称することもある。グリップ部を変形させて刃を伸ばすことで、ピストルの弾丸も真っ二つに切り裂く鋭い剣形態のVサーベルにもなる。
Vパワーグリップ
ファイブラスターのグリップ部分。常時パワーチャージされており、武器を強化させる際にも用いられる。ベルトのバックルに装着することで、100倍以上のエネルギーを全身に纏っての体当たり技が可能となるが、使用者の命も奪いかねない自爆技ゆえに多用はできない。100倍エネルギー特攻は、ファイブレッドがサザエマジロギンを倒すときに用いた。
ファイブテクター
第37話から登場。全員用の強化パーツで構成された強化プロテクター。素材はスーパー結晶のFX合金が用いられており、両肩のショルダーガードと脛のパワーレガースと前腕のアームシールドで構成されている。パンチ力を3倍、キック力を5倍に強化する。光球化しての体当たり技必殺ファイブテクターも使用可能となる。
学を中心に開発が行われ、全身用の黒いボディの試作型のテクターを経て完成。ファイブブルーが初装備し、次の第38話からは全員が装備するようになった。ファイブレッドとビリオンの最後の戦いでは、この装備でビリオンの攻撃を防いだ後、Vソードを手にした状態で必殺ファイブテクターを放った。
- デザインは大畑晃一が担当。
- スーパー戦隊シリーズでは初の強化フォームである。番組後半の強化策の一つであったが、商品展開は行われなかった。

ファイブキック
全員共通の技。きりもみ回転しながらの飛び蹴り。

### 個人装備
いずれも第2話から使用。
Vソード
ファイブレッドの個人武器となる直線的なデザインの諸刃の剣。特殊金属ファイバニウム製。厚さ3センチメートルの鉄板も切り裂き、剣先で触った物体の分析・分解が可能。エネルギーをスパークさせて敵を衝撃波と炎の熱で斜めに斬り上げるVソードアタック、赤いエネルギーを込めて垂直に振り下ろし、敵の足元に爆発を起こすVソードスパークという技がある。ビリオンとの決戦では「必殺・ファイブテクター」との併用で放った。伸縮自在で、Vパワーグリップを外すとVシャトラーという短剣になる。
ツインアレイ
ファイブブルーの個人武器。ファイバニウム製の刃がついた円盤アレイボンバーをVパワーグリップで結合させた鉄アレイ状の武器。コンクリートの壁や戦車も粉砕する威力がある。Vパワーグリップを外すと戦闘用ヨーヨーツインヨーヨーや爆弾付きフライングディスクツインフリスビーとなる。
ツインフリスビーは第3話から使用。
パワーカッター
ファイブブラックの個人武器。刃のついたナックルパーツブラックジョーとVパワーグリップを合体させた強化ナックルパーツで、直径2センチメートルの鉄棒も切断する。回転しながら敵を切り裂くスピンカッターという技がある。カッターディスクという鋭い小型手裏剣を射出することもできる。
キューティーサークル
ファイブピンクの個人武器。基地のコンピューターとアクセスし、探査機能のファイビックスアイを有する小型コンピュータ・サークルピュータとVパワーグリップを合体させたフルーレ状の武器。一突きで厚さ1.5センチメートルの鉄板も貫き、ショックウェイブやティックルウェイブなどの攻撃も可能。必殺の突きサークルフィニッシュを繰り出す。
メロディータクト
ファイブイエローの個人武器。敵の戦闘意欲を下げるメロディーを奏でるイエローフルートとVパワーグリップを合体させたバトン型の武器。打撃武器として使用するほか、800kg分の力で引っ張っても千切れず金属の鎖にも負けない強度のリボンを射出し、敵を縛りつける。連続で殴りつけるドレミ拳、リボンからエネルギーを流し込むメロディーパワーという技がある。

### 合体技・必殺技
ブラザーアタック
第2話から使用。ファイブレッドの「兄弟戦士ブラザーアタック!」の合図で発動。ファイブイエローのメロディータクトで敵を拘束し、ファイブピンクのキューティーサークル→ファイブブラックのパワーカッター→ファイブブルーのツインアレイ→ファイブレッドのVソードとVソードアタックを叩きこむ。第4話からは、ピンク&イエロー→ブルー→ブラック→レッドの順で放つようになった。
アースカノン
第12話から使用。アーサーG6が変形したバズーカ砲。ファイブレッドの「アーサーGO!」の呼びかけに応えて、マグマベースから出動したアーサーが「変形!アースカノン」の掛け声と共に、アースカノンに変形。ファイブマン全員で支え、ファイブレッドの「レディ」「ターゲットロック」「ファイア!」の流れの後、アーサーが「ゴー!」と叫びながらアーストロンエネルギーの摂氏10万度の火炎ビームを発射する。
第30話でイカタマギンを倒せなかった後は、スーパーファイブボールと必殺ファイブテクターに決め技を譲ったが、第44話のビッグガロアン戦では勝利の鍵となった。
スーパーファイブボール
第30話から使用。特殊ボール。5人のエネルギーをボールに充填しながらパスしていき、ボールの色が各々の色に変化。エネルギーが満タンになるとボールにプロテクターが装着され、そのまま敵に投げつける。レッドが始まりと止めを行うことが多いが、レッド以外のメンバーが止めを担当することもあり、初使用時は、ブルーが止めを刺した。
健が教え子の子供たちのドッジボールをヒントに考案した。
- 『秘密戦隊ゴレンジャー』のゴレンジャーハリケーンや『太陽戦隊サンバルカン』のバルカンボールなどを踏襲した技だが、本作品では多様性を強調している。

ファイブアーマー2段打ち
ブルーとブラックの連携技。ブルーに投げられたブラックがパワーカッターで敵を攻撃し、さらにブラックを踏み台にして飛び出したブルーがツインアレイを振るう。
ハイパーファイブキック
「ブラザーフォーメーション」の掛け声と共に発動。ファイブレッドがファイブブルーの手、ファイブブラックの肩、ファイブピンクとファイブイエローの腕をジャンプ台とした後、きりもみ回転しながら両足でキックを放つ。
ガガーギンとの戦いで使用。
ブラックとイエローの連携技
ツインアクション
ブラックの背後に隠れたイエローが奇襲攻撃を仕掛ける。
ツインフィニッシュ
互いを空中に投げたブラックとイエローが同時にキックを決める。

### メカニック
マグマベース
ファイブマンの宇宙用移動基地。
星川博士が地球を旅立つ際に異なる惑星環境でも居住可能なように設計・建造した宇宙船であり、星川兄妹とアーサーG6が惑星シドンを脱出する際にも使用された。以降は星川兄妹の自宅にもなるが、所在地は秘密となっている。
内部には司令室や食堂、星川兄妹の居室、サイエンスラボがある。恒星間通信が可能な銀河ワープ通信装置も搭載。上部ハッチにはスカイアルファ、下部ハッチにはキャリアベータとランドガンマの発進口があり、第21話以降、スターキャリア発着台が背面に設置された。
ゾーン襲来に備え、強化武装されたため、3連装の巨砲を始め、肩、指先、胸にミサイル発射口を持ち、3連巨砲による一斉砲撃はマックスストームと呼ばれている。ビッグガロアン戦では、全ての火器を用いて勝利した。
ホークアロー
第3話から登場。各人に配備された宇宙活動用の宇宙バイク。アーストロンエネルギーエンジン搭載。同型であるが、機体色は各人毎にパーソナルカラーが用いられ、1から5の番号がナンバリングされている。個々の名称はホークアロー＋番号となる。
カウルの左右には銃火器のホークカノンが2門装備されている。
最高速度は330km/h。
スターキャリア
第20話から登場。ファイブマン全員で操縦する高速宇宙船。機首下部の左右にビーム砲を装備している。ファイブロボが上に搭乗することもある。
20年前のゾーン襲撃から生き延びた星川夫妻がP16惑星にて、地球に帰還するためとファイブロボの強化のために開発した。グンサーに持ち逃げされてしまったが、スターキャリアはファイブマンの手に渡り、大きな力となった。最終決戦の後、星川兄妹とアーサーが星川夫妻のいるP16惑星に向かう際にも使用された。

### ファイブマシン
星川博士によって惑星開発用に製造され、地球に帰還した星川兄妹が武装を追加し、戦闘用としてカスタマイズされた巨大マシン。機体にはそれぞれ搭乗者の個人のマークが描かれている。
- 資料によっては、名称をファイブマシーンと記述している[52]。

スカイアルファ
ファイブレッドが搭乗する大型ジェット戦闘機。
武器は機体上部から発射する5連ビーム砲のアルファーレーザー砲を装備している。
ファイブトレーラーの先端部、ファイブロボの頭部、胸部を形成。
キャリアベータ
ファイブブラックとファイブイエローが搭乗する10輪駆動の巨大装甲車。
攻撃の際は屋根を開いて、ベータランチャーを出現させ、そこからミサイルを発射する。
ファイブトレーラーの荷台部、ファイブロボの腰部、背中、脚部を形成。
ランドガンマ
ファイブブルーとファイブピンクが搭乗する高速戦闘車。
高い機動力を発揮し、車体上部のガンマカノン砲で攻撃を行う。
ファイブトレーラーの砲台部、ファイブロボの腕部とツインカノンを形成。
第14話ではマグマベースに保護されたマコが誤って発進させてしまう。
ファイブトレーラー
3台のファイブマシンが連結した巨大トレーラー。
武器は最後部に装備されたガンマカノンと先頭車両前部のレーザー砲。
劇中での登場は第3話と7話の2回のみ。第3話ではファイブトレーラーの状態でマグマベースから発進。第7話ではドンゴロスが仕掛けた地雷で故障したランドガンマを救うために合体した。

### 巨大ロボ
ファイブロボ
第2話から登場。3台のファイブマシンが「合体・トリプルジョイント」の掛け声で合体した巨大ロボ。元々は惑星開拓用に開発された作業用ロボットだが、ゾーンと戦うため、星川兄妹の手で戦闘用としてカスタマイズされた。宇宙戦闘も可能。兄弟ロボの兄でもある。基本的にはレッドがメインパイロットを務めるが、その話の主役を担当するメンバーがメインパイロットを務めることもある。
武器は異次元空間から転送される超次元ソードと両上腕部のビームガンツインカノン。超次元ソードには刃の上部を発射するソードナイフ撃ちや下部先端から放つレーザーに加え、刃の上部を分離させることで、刃上部が変形した短剣とそれ以外の部分による長剣の二刀流にもなる。第11話ではモグラルギンに対し、ファイブハンマーというハンマーを使用してのモグラ叩きを行った。武器以外では、ファイブイエロー操縦による酔拳をゾウルギン相手に披露。また、当時の超合金と食玩でのファイブロボには、劇中未使用の2連装のビーム砲ダブルショットガンも付属していた。
必殺技は超次元ソードの刀身を発光させた状態から、左から横一線に敵を斬り裂くというもの。トラルギン戦では、従来の斬り方を放った後に貫通を行い、その状態から持ち上げて、倒している。二刀流時は左手の短剣を左斜め上から放った後に右手の長剣を右斜め上から放つ×字状のもの。いずれも技名はないが、「銀河に一つのこの星を守りたまえ!」や「正義の剣を受けてみろ!」など、話数によって異なる口上を発言。第28話からは、スターキャリアの上に立ち、高空からジャンプして敵を切り倒すフライングアタックも使用するようになる。
- 各部には、各教科を図案化したものが配置されている。前作の5機合体から3機合体となったが、これは既に企画段階で2号ロボとの合体が計算されてデザインされていたためである。

スターファイブ
第19話から登場。スターキャリアが「変形・スターラウンド」の掛け声で変形した巨大ロボ。元々は宇宙航行用ロボであり、ファイブロボとは地球時間で製造年月日が20年離れた弟ロボで、ファイブロボと同じ合金かつエンジンの回転数や、油圧システムまでもが同型である。最初は強奪犯のグンサーが操縦し、ファイブロボと戦ったが、第20話において、グンサーと和解したことにより、ファイブマンの2号ロボとなる。
武器は、スタービームが変形した2連装銃のスターガンと盾のスターシールド。スターガンは二丁のビームガンにもなり、敵を捕縛するロープ状の光線スターハングビームも発射。スターシールドはブーメランとしても使用可能。グンサーがゾーンと手を組んだ際にはメドーから与えられた槍も振るっていた。この槍は槍頭の部分にはゾーンのエンブレム付きの布を、柄の下に鉄球を装備しており、鉄球は鎖で射出することも可能。第33話では、メンコ好きのゴリワシギンに対抗すべく、自身の写真入りの巨大なメンコを取り出し、メンコ勝負を繰り広げた。
必殺技は、スターガンを用いた一撃必殺のファイブビームエンド。2丁拳銃時のスターガンの右側から放つスターハングビームで敵を捕縛したところに左のスターガンで止めを刺すハングビームエンド。
スーパーファイブロボ
第20話から登場。ファイブロボとスターファイブが「合体・スーパーブラザージョイント」の掛け声で合体した超巨大ロボ。合体シーンは「スターキャリアが直接パーツに分離」もしくは「スターファイブがパーツに分離」の2パターンがある。ブラックの「レッグアーマー、OK!」のコールと共にスターファイブの足が脚部装甲になって、ファイブロボの足に合体。ブルーの「アームカバー、OK!」のコールと共にスターファイブの補助翼と着地脚部分が腕部装甲になって、ファイブロボの両腕に合体。レッドの「ヘッドギア、OK!」のコール+指鳴らしでスターキャリアの機首・スターファイブの胴体・ヘッドギアが装着される。
パンチやヌンチャクなどのカンフー技や素早さで戦う。拳はロケット噴射で飛ばすジェットナックルになり、サザエマジロギン戦では破損した右拳の代わりにファイブテクターを装備したブルーを発射する人間大砲を使用。額からはスーパーファイブビームや妨害電波ビームを放つ。基本的には手持ち武器は使わないが、バツラギン戦ではヌンチャク、ヒルアゲハギン戦では超次元ソードを使用した。
必殺技は「高速ジェットON」の掛け声と共に両足踵の高速ジェットで加速し、全身のエネルギーを右拳に込め、体ごと飛び込むスーパーベクトルパンチ。黒ゴルリンとの決戦では右パンチを決めた後、続けて左パンチを決めるダブルスーパーベクトルパンチが使用された。必殺ファイブテクターの巨大ロボ版ともいうべき、炎のようなエネルギーを纏った突撃技はスーパーベクトルパンチ以上の破壊力を有するも、機体そのものが崩壊する危険性があるゆえ、使用はバルガイヤー戦のみとなった。
- 前作のスーパーターボロボがアクションに難があったのに対し、本作品ではノウハウの蓄積と製作時間に余裕があったため、着ぐるみは動作が飛躍的にスムーズになっている。
- 玩具ではファイブロボとスターファイブの2体セット「DXブラザーコンビネーション」が発売され、ファイブブラック役の小林良平とファイブイエロー役の早瀬恵子が出演するビデオが付録として付いてきた。

マックスマグマ
第29話・第48話に登場。マグマベースにスーパーファイブロボが合体・マックスクロスの掛け声で合体（格納）した巨大ロボ。マグマベースが変形したロボット内にスーパーファイブロボが格納されることで完成。構造上、歩行は出来ないが、ホバリング状態での移動を行える。操縦はスーパーファイブロボ側、マグマベースの司令室側のどちらからでも行うことができる。
合体前と同様にマックスストームを使用可能。
必殺技は全身前面に装備された砲塔を一斉発射するダイヤモンドマックス。
初陣であるカニアリギン戦では勝利したもののバルガイヤー戦では一切の攻撃が通じずに破壊されてしまった。だが、内部のスーパーファイブロボは無事だったため、マックスマグマから分離後、バルガイヤーの体内に突入した。
学はカニアリギン戦ではマグマベース側、バルガイヤー戦ではスーパーファイブロボ側から操縦を行うがファイブレッドの姿で操縦したことは一度もなかった。また、バルガイヤー戦では全員が変身前の状態で操縦。
- 玩具「DX大型基地マックスマグマ」には本作品のキャストが出演するビデオソフトが封入された。

### スペック
ロボットの全長設定はシリーズ他作品よりも小さいものとなっている。
| 名称                 | 全長   | 重量    | スピード                                          | スピード  |
| -------------------- | ------ | ------- | ------------------------------------------------- | --------- |
| アースカノン         | 145 cm | 180 kg  |                                                   |           |
| スカイアルファ       | 25.5 m | 83 t    | マッハ4                                           | マッハ4   |
| キャリアベータ       | 22.9 m | 147 t   | 420 km/h                                          | 420 km/h  |
| ランドガンマ         | 12.3 m | 38 t    | 700 km/h                                          | 700 km/h  |
| ファイブトレーラー   | 34.1 m | 268 t   | 390 km/h                                          | 390 km/h  |
| スターキャリア       | 33.5 m | 292 t   | マッハ2                                           | マッハ2   |
| マグマベース         | 50 m   |         | 800 km/h                                          | 800 km/h  |
| 名称                 | 全高   | 重量    | スピード                                          | 出力      |
| ファイブロボ         | 36.5 m | 268 t   | 1,000 km/h                                        | 180万馬力 |
| スターファイブ       | 39.8 m | 292 t   | マッハ1.5                                         | 160万馬力 |
| スーパーファイブロボ | 52 m   | 560 t   | - 最高走行速度：850 km/h - 最高飛行速度：200 km/h | 320万馬力 |
| マックスマグマ       | 77.6 m | 2,980 t |                                                   |           |

## 銀帝軍ゾーン
読みは「ぎんていぐんゾーン」。全銀河宇宙の制覇を目論む混成エイリアン軍団。銀河皇帝メドーの下、今まで999個の惑星を滅ぼしており、地球を1,000個目の標的に選んだ。銀河戦艦バルガイヤーを根拠地とし、多脚形態に変形する戦闘機バルゴールを繰り出す。共通通貨としてドルエンという単位が使用されており、日本円に換算して1ドルエン＝約100円となる。組織のマークは交差するように重ねた2本のサーベルの上にエイリアンの顔が置かれているという海賊旗のようなものとなっている。最高支配者であるメドーに対する配下たちの忠誠心は絶対的なものであり、後に登場したシュバリエと、ガロアとの間の内部対立はあっても、それが軍全体の統率に影響するまでには至らなかった。
各キャラクターの身長・体重などの設定はない。
- 東映プロデューサーの鈴木武幸は番組に変化を与えるため、途中から敵側をコメディタッチにしたが評判は悪く、初代艦長シュバリエを登場させて、シリアスな方向へ戻したと述べている[26]。

銀河皇帝メドー（）
ゾーンの支配者である女性。
幹部たちが呼ぶと空にオーロラと共に姿を現し、顔のみが見える。目から電撃を放って失敗を犯した部下に制裁を加えることも。第42話でファイブマンを倒せない怒りにより、恐ろしい顔に変化する。
その正体は、バルガイヤーがゾーンを手先として利用するために王女メドーの顔に似せて作り出した隠れ蓑の偶像に過ぎず、第46話でシドンの花の影響で断末魔の悲鳴と共に消滅している。
- デザインは篠原保が担当。篠原は武骨なガロアより上位の存在であることから「お母さん」をコンセプトとしている。

王女メドー
その昔バルガイヤーが愛したとある星の王女で、銀河皇帝メドーの本来の姿。彼女はバルガイヤーの求愛を拒むがなおも追いかけてくるバルガイヤーから逃げているうちに崖から転落してしまい命を落とす。
それでもバルガイヤーの思いは今なお変わることなく、彼女の亡骸は戦艦内にて祭壇と共に安置されている。それにより、彼女の魂は救われずにいたが、ファイブマンが持ち込んだシドンの花の力により、ついに魂が解放され、魂の抜けた亡骸はミイラとなり消滅した。これにより、それまでファイブマンが全く歯が立たなかったバルガイヤーを著しく弱体化させるほどのダメージを与え、ファイブマンの勝利に繋がった。

銀河超獣バルガイヤー（）
ゾーンの真の支配者。
1,000個の星を滅ぼして神にも等しい力を得ることを目論み、メドーの幻を影武者に仕立上げて、銀河戦艦バルガイヤーとして幹部を欺き続けていた。
ファイブレッドが戦艦の床にVソードを突き立て悲鳴を上げたことから正体が発覚。自らの正体を明かした後、シュバリエを最高極上の死のエキスとして吸い取り銀河超獣への大脱皮を果たす。
植物のような姿でマグマベースを圧倒的に凌ぎ、スーパーファイブロボを丸呑みしてしまうほどの途方も無い巨体で、かつ銀河超獣であるにもかかわらず体内構造は銀河戦艦のそれを維持しているという特異体質。触手による打撃や翼で巻き起こす強風、さらに火球や光線などを武器とする。
ファイブマンの誇る最強の要塞ロボ、マックスマグマをもいともあっさりと大破させるほどの圧倒的な強さを見せたが、シドンの花の力で解放されたメドーの魂の攻撃で一気に弱体化してしまい、スーパーファイブロボの特攻を受けて敗北、消滅した。
- デザインは大畑晃一が担当。戦艦の本体部分が先端から割れて羽根を広げた中身が出てくるというイメージとなっている。脚をつけるために尻尾を後ろに流して下にこぼれた内臓を引きずったデザインとなっている。

ガロア艦長
ゾーンの大幹部で銀河戦艦バルガイヤーの2代目艦長。
ファイブレッドをも圧倒する剣の腕の持ち主であり、必殺技は片手で剛剣を振り回し、敵に向かって台風を起こすガロアハリケーン。ガドラスネークと呼ばれる鞭も使用。何でもOK免許証の持ち主であり、様々な乗り物を操縦できる。
シドン星の襲撃時、学にレーザーガンで顔を傷つけられたことから、学＝ファイブレッドにライバル心を抱く。
初期はそれまでの作戦失敗に怒り狂うメドーに対して「全て自分の責任」と部下を身を挺して庇うなどの威厳を見せたが、毛虫が苦手な面を皮切りに艦長としての威厳に乏しい面が見られ、銀河時計が示す20年に1度、メドー以外の幹部と戦闘員の上下関係が普段と逆転する「さかさまデー」や、シュバリエの登場をきっかけに、その立場が危うくなっていき、メドーに見限られ、掃除係に降格されてしまった。そのシュバリエとは仲が悪い。降格後の第38話では幹部が総出で偽兄妹先生に扮した際、学に化けたが口ひげを生やしていたため、文矢にバレてしまった。第44話で掃除のために入った部屋で謎のエネルギーを発見し、これを利用して作り出したビッグガロアンでスーパーファイブロボを破壊した功績をメドーに認められ、復権を果たした。
第47話で目の敵であったシュバリエが倒れ、自身の地位を脅かすものがいなくなった反面、バルガイヤーの正体が巨大な怪物であることに強い衝撃を受ける。最終回では遂に半ば発狂してしまい、バルガイヤーの体内にある艦長席で地球の破壊活動を眺めていたが、スーパーファイブロボで突入したファイブマンと対峙した際、メドーの魂の開放と肉体の消滅をファイブマンと共に目撃。崇拝の対象であったメドーの消滅に強いショックを受け、彼女が眠っていた棺桶に嵌り込んでしまい、身動きが取れないまま、最期まで艦長の地位に固執しながら、バルガイヤーの爆発に巻き込まれ、ドンゴロスと共に死亡した。
- デザインは大畑晃一が担当。決定稿となった船長風のデザインのほか、悪魔風、ファンタジックな魔王風、サイボーグ風などのラフデザインも存在した。

銀河剣士ビリオン（）
剣と酒を愛し、戦いを無上の喜びとする左利きの剣士。大刀と小刀を武器とする。
自分より少しだけ弱い敵を見つけては戦いを挑んで倒している。最終的に敵を倒すことができれば手段は選ばず、パートナーでも傷付けば見捨てる冷酷非情な性格だが、元相棒のトラルギンの話では出世する前は非情な一面はあまりみられなかったらしい。感情が高ぶると酒を口に含み、自らのレイピアに吹きかける癖がある。ドルドラからは「様」付けで呼ばれており、そのドルドラがバラドルギンに変えられた際は何とも言えない表情を見せた。基本的にはシリアスだが、ゴルリン12号が転んだ時には川柳を詠んだり、さかさまデーでは偉ぶってガロアに下命し、テラノTVギンのテレビに自分の姿が映し出された際はピースサインを連発していた。偽兄妹先生に扮した際は文矢に化けていた。
第40話では銀河魔神剣サーベルギンの力でサーベルビリオンにパワーアップするも、ファイブロボに敗北し、サーベルギンを失った。
第46話ではバラドルギンと共にファイブマンに戦いを挑み、ファイブレッドとの一騎討ちを展開。ファイブレッドの動きを投げ付けたマントで封じて攻撃を仕掛けるがファイブテクターで防御されてしまい、必殺ファイブテクター（Vソード仕様）を受けて敗北。真昼の月に看取られながら「いい月だぜ……。酒よ！」と言い残して最期を迎えた。
- デザインは大畑晃一が担当。ラフデザインではがっちりとした体格であったため却下となり、佐々木小次郎をデザインイメージとしたビリオンの部下として描かれたラフデザインが採用された。

銀河博士ドルドラ（）
冷酷なゾーンの女科学者。独身。ゾーンには最初の侵略のターゲットとした第8銀河系のロマノ星を侵略したころから所属していた。騎馬鞭のようなタイプの武器を手に携えている。
兵器開発などを担当する作戦参謀だが、戦闘用サイボーグさえも圧倒する非常に高い戦闘能力も合わせ持ち、そのために自ら戦場に赴く。自分の作戦に絶対的な自信を持っており、その作戦がファイブマンに破られる度に「おのれ……!」と口癖のように言う。
変装を得意とし、文矢を完全に騙したり、偽兄妹先生に扮した際には数美に化けていた。第41話ではザザと共に人間に化けていた。
意外にも少女マンガチックな絵が得意。
メドーに絶対的な忠誠を誓っていたため、第46話でメドーの正体がバルガイヤーが作り出した虚像だったことを知った際には大きなショックを受け、バルガイヤーを「化け物」と罵って発狂。正気に戻ることは不可能とバルガイヤーに判断され、合身銀河闘士 バラドルギンとして、ザザと共に改造された。ファイブマンと戦い、巨大化後はスターファイブに倒された。
- デザインは大畑晃一が担当。モチーフは毒虫。当初はカメラが右肩にあるなどメカサイボーグのような方向性であった。

銀河の牙ザザ（）
生まれたばかりで死に掛けていたところをドルドラの生体改造によって命を救われた改造生命体で、自分の命を救ってくれたドルドラに絶対の忠誠を誓い常につき従っているが、ビリオンやドンゴロスと行動を共にすることもある。さかさまデーではドルドラとの序列も逆転するはずだが、共にガロアに命令しても2人の関係に変化は無かった。ドルドラと同じく独身。卵生の生物である。2本の短剣が武器。
ドルドラとは違い、おっとりした面があり、ゴルリン12号が転び、コウモルギンを巨大化できなかった際は悔しがるドルドラの横で「人生いろいろでございます」と呑気に言っている。
ピンク色の鉱石でできた2本のクリスナイフ風の短剣（設定上はヌンチャク型への変形も検討されていた）と格闘技を武器とする。戦闘力は単体では銀河闘士に及ばないことがドルドラによって語られている。レミとはライバル関係にあり、偽兄妹先生に扮した際もレミに化けている。
最期は第46話でメドーの正体を知ったショックで発狂したドルドラを蔓から救おうとして、クリスナイフで蔓に切りつけていたところにバルガイヤーのエネルギーを浴びて、ドルドラ共々、バラドルギンに変えられてしまう。
- デザインは篠原保が担当。元々はエイリアンの一体としてデザインされていたが、幹部に採用され手足のプロテクターなどが追加された。武器の短剣やヌンチャクは演者の技量に合わせて指定されたものであるという。2本の短剣はヌンチャク形態にも変形することが検討されていた。

銀河商人ドンゴロス（）
腹黒い守銭奴であり、金儲けのことしか考えていない商人。エセ関西弁を話す。
作戦を立てる時は打算的で、メドーから「お前が一番 信用できん!」と冷たく言われていた（第18話）。そろばんの形状をしたマシンガン「そろばん爆弾」が武器だが戦闘能力は高くない。Dr.サイシアルと看護婦のフリンダというメジカル星人を従えている。
カラオケが趣味だが、音痴である。当初はガロアをおだてていたが、シュバリエが登場してからは彼に媚びるようになる。ガロアが終盤で復権を果たした際には彼を再度おだてていた。
第47話で逃亡を図ったサイシアルとフリンダをバルガイヤーに粛清され、最終回ではバルガイヤーとガロアがファイブマンと戦っている最中、バルガイヤー内部の金庫の金を漁って逃亡しようとしたが、その強欲さが仇となって逃げ遅れ、崩落するバルガイヤーの柱の下敷きとなって身動きが取れなくなり、最期まで金に執着しながら、ガロアと共に死亡した。
- デザインは大畑晃一が担当。当初は中東の商人をイメージしていたが、ラフデザインで大黒天がモチーフと誤解され、それで通している。

初代艦長シュバリエ
第28話より登場する、バルガイヤーの初代艦長。
銀河制圧戦争で数多くの手柄を立て、多くの褒美を得て、引退後は故郷の星で悠々自適の生活を送っていたが、そんな生活に飽きたのとガロアが地球侵略に手間取っていると知り、戦地に再び戻ってきた。その復帰はメドーに嬉し涙を流させたほど。ほどなく、ガロアに代わって艦長に復帰する。
戦闘能力は非常に高く、ガロアを遥かに凌ぐ剣の達人であり、射撃や鞭、格闘技の腕前も超一流。歌が大好きな自称「銀河のヒーロー」。即興で歌を作ることもある。運動も得意なのか、偽兄妹先生に扮した際は健に化け、分校の子供に跳び箱を教えている。
初登場した際には甲斐バンドの「HERO（ヒーローになる時、それは今）」を歌いながら登場。その姿と歌声はドルドラとザザ、数美とレミを一時的に虜にした。第34話では和風の陣幕を張った本陣を構え、ファイブマンの缶詰を台に並べて飾るなど、独特の美意識も見せた。
武器はタクトのバロックスティックで剣のバロックフェンサー、銃のバロックシュート、鞭のバロックビュートに変形する。それまでのゾーン幹部たちと違い、部下やゴルリンを呼ぶ時は語尾に「カモン!!」と付け加える。
艦長に復帰してからはファイブレッドをライバル視し、ヒョウコブラルギンを作り出して、刺客として差し向けたり、最終決戦ではファイブレッドとお互いの腕を鎖で繋ぎ、どちらかが死ぬまでは決して切れないチェーンデスマッチを行うなど、並々ならぬ対抗意識を見せた。ファイブレッドにVソードで胸を刺されて怯んだ隙にVソードアタックをバロックフェンサーでガードするものの折られてしまい、直撃を受けた後に吐血して死亡。その亡骸は最高極上の死のエキスとして、バルガイヤーの体内に吸収された。
- 鈴木はキャラクターを際立たせるため、徹底的にキザな人物とし、衣裳も派手でアクションも理屈抜きの強さとした。彼の登場と共に低迷気味だった視聴率が一気に上昇し、最終回では未登場にもかかわらず、演者の植村喜八郎の名がオープニングにクレジットされた。
- デザインは篠原保が担当。デザインイメージは「宇宙の清水次郎長」「蠍座から来た男」。デザイン画では清水次郎長のイメージから刺青が腕にあった。他の幹部キャラクターとの差別化から、色味が抑えられている。

銀河戦隊ギンガマン（）
5人のエイリアンによって構成される悪の戦隊。当初から登場していたゾーンのエイリアン6人のうち、初期エピソードで倒された1人を除く5人が後にドルドラの作戦に参加する際に結成。その際に出身惑星名とギンガマンの名を名乗り、以後はファイブマンに倒されるまでの間、ギンガマンを名乗り続けた。
序盤は銀河闘士のサポート役などとして登場した後、第28話からはシュバリエ直属の部下として、準レギュラーとなる。実力はファイブマンに一歩及ばず、同色のファイブマンとの個人対決では敗北を毎回喫している。第40話ではバイカン星人とフジミン星人がドルドラの作戦に従った。シュバリエが初登場した際にバックコーラスを務めた他、弦楽器と打楽器を演奏した。シュバリエの本陣で旗持ちを務めていた。
第42話ではヒルアゲハギンがファイブマンから奪ったエネルギーで偽ファイブマンに変身した。
個人の武器を用いた技以外に必殺技「ギンガマンアタック」があり、結成された際は個人の名乗りポーズを含むロングバージョンの「銀河戦隊ギンガマン」の名乗りとポーズ、名乗りの際の5色の爆発、最終決戦前にも簡略バージョンの名乗りとポーズを披露するなど、作中での描写は優遇されていた。
最期は5人全員がファイブマンに敗れ、シュバリエに別れを告げて爆死。この時はシュバリエが怒りを露わにしている。
『轟轟戦隊ボウケンジャー』の「全戦隊大全集」では、悪の戦隊として紹介された。
- デザインは大畑晃一と篠原保が分担している。元々はノッペリ星人やメジカル星人とともにバルガイヤーの乗組員としてデザインされた。

バイカン星人（ギンガレッド）
ギンガマンのリーダーで頭部に赤いバンダナ、首に赤色のマフラー、体に弾帯を巻いている。剣が武器。
第47話でファイブレッドと戦い、Vソードで胴体を薙ぎ払われて死亡した。
モノメ星人（ギンガブルー）
一つ目のエイリアンで首に青いマフラーを巻いている。武器は丸ノコに似たギンガフリスビー。第47話ではコンバットナイフを使用した。
第9話では自分のことを「ミー」と言っている。第47話でファイブブルーと戦い、ツインフリスビーで胴体を薙ぎ払われて死亡した。
グラチス星人（ギンガブラック）
首に黒いマフラーを巻いている。右手が鋏になっている。
格闘術に優れている。ギンガマンアタックを繰り出す際は敵に飛びかかって攻撃する。
第47話でファイブブラックと戦い、逆腕から襲いかかろうとするところを胴体に裏拳を撃ちこまれて死亡した。
フジミン星人（ギンガピンク）
首にピンク色のマフラーを巻いている。武器はギンガブラスター。第47話では柄の長いレイピアを使用している。
ギンガブラスターは第41話など、数美が奪って使用したことがある。
第47話でファイブピンクと戦い、すれ違いざまにキューティーサークルで胴体を切り裂かれて死亡した。
グリンカ星人（ギンガイエロー）
植物系エイリアンで黒いローブをまとい、首に黄色のマフラーを巻いている。武器はギンガムチ。第47話では植物に似たワンドを使用している。
第47話でファイブイエローと戦い、メロディータクトの一撃を胴体に食らって死亡した。

サイシアル、フリンダ
ドルドラの助手の科学者。

バツラー兵
ゾーンの下級兵士。胸にゾーンの紋章が描かれた黒いタイツに甲殻類のような肩当て、×（バツ）の字のような模様が刻まれた顔という姿。カニのハサミのような剣が武器。銀河忍者バツラギンをリーダーにしている。一族を挙げて、ゾーンに仕官しているが最低の兵隊一族として扱われている。言語を話し、第26話では阿部渡と篠田薫が声をあてている。死ぬと跡形もなく消滅する。
さかさまデーでは幹部への命令と死刑宣告を行い、さらには幹部の殺害未遂まで行った。
修行を積むことで能力を高め、昇進できる可能性が示されている。同話ではバツラギンによる忍者修行でバツラー兵が動物に変化できる能力を得ている。
- デザインは篠原保が担当。

銀河闘士（）
ゾーンの主力怪人。地球の昆虫や動物に似た姿と能力を持っている。名前の末尾には「〜ギン」と付く。知能は人語（日本語）を解する者から獣のような咆哮しか上げない者まで様々である。
第29話以降、戦力が合身銀河闘士に代わってからは、第29話のカニギンとアリギン、第33話のゴリラギンとワシギンのように合身銀河闘士の素材として登場する程度だったが、第45話ではシュバリエが召還した銀河化石をバルガイヤーのエネルギーで変身させたイワカセキギンが久々の銀河闘士として登場している。
- デザインは篠原が当初提示した「動物を甲殻類のようにアレンジする」というコンセプトの元にデザインされていたが、大畑はあまり意識しておらず懐疑的な意見も出しており、1クール目以降からはそのコンセプトから次第に外れたデザインが多くを占めるようになっていった。大畑は5対1での釣り合いや子供たちの印象への残りやすさを考慮して怪獣的な要素を意識していたが、シリーズの作風や造形上の問題から従来の怪人型に修正されることが多かった。

合身銀河闘士（）
ガロアの命令でドルドラが開発したフランケンカプセルによって、2体の銀河闘士を合体させたもの。
スーパーファイブロボを圧倒した第1号の合身銀河闘士 カニアリギンやシュバリエと共闘して、ファイブレッド殺害に成功したワニカエルギン。スーパーファイブロボすら追い込んだサザエマジロギンなどのように、多くは銀河闘士の2倍の能力により、ファイブマンを苦戦させている。
形状は素体となった銀河闘士が左右に分かれているのが大半だが、背中合わせのゴリワシギンやプテラノドンの胴体にテレビが備えてあるテラノTVギン。ドルドラをベースにしたバラドルギンといった変わり種もある。
- 2体の怪人の半身を合わせるという案は企画者104によるもの。デザインは「とにかく馴染ませず、徹底的に真ん中で真っ二つに」というオーダーの元に描かれ、異なるモチーフの怪人の半身同士がそのままの形で結合されたデザインとなっている（さらに縫い目まで造形される）。篠原は「事実上、毎回2体分デザインしているようなものであり、組み合わせたときのバランスにも苦労し、きつい作業であった」と述懐している。

その他の異星人・宇宙生物
銀河魔神バールギン（）
第20話に登場。グンサーとスターファイブをメドーが結託したことに不満を抱いたガロアが、ファイブマンとグンサーを共倒れにすべく送り込んだ。木をヘビに変化させたり、相手の動きを封じるリングを作るなどの超魔力の持ち主で、ゴルリンを使わずに自力で巨大化が可能。だがグンサーと学の間を襲ったことで、両者の間に友情が芽生える結果を招き、やがてグンサーを石化させて追放させるも、ファイブマンはスターファイブを取り返し、初合体させたスーパーファイブロボのスーパーペクトルパンチを食らって倒された。
- デザインは篠原保が担当。デザイン画では体色は白主体で一部が緑色であったが、スーツでは全身緑色となった。

放浪剣士クイーンキラー（）
第22話に登場。宇宙の植物エネルギーを食い荒らす女剣士。ハチのような外見で、口から針を出して植物の養分を食い荒らす。武器は手に持つフルーレと目からのビームで、フェンシングの腕は数美を凌ぎ、初戦で数美を川に突き落とした。その後ゾーンと結託し、結城光司が開発したソーラーパワーの結晶を奪おうと企んだが、結晶の力で復活したピンクのサークルフィニッシュで瀕死の重傷を負う。直後にビリオンが召還したゴルリン18号に強制吸収されて巨大化し、ファイブロボと戦うが、最後はピンク担当の超次元ソード一刀流で撃破される。
- デザインは篠原保が担当。遠目で見ると蜂の顔になっているが、人間の顔が中に入っており、どちらを顔として捉えるかで印象が変わるものとなっている。

ノッペリ星人
第23話に登場。ゾーン配下の宇宙人で、その名の通りノッペリした顔を持つ。文矢たちが5くん人形やガロアどん人形と共に作った「怪獣どん人形」の魂を吸って、銀河怪物カイジュルギン（）に変身、ドンゴロスが奪った5くん人形を使った「悪魔のゾーン劇場」（人形に与えたダメージをファイブマンに転送する作戦）を開始するが、ブラックの妙案で変身を解いたためにダメージが受け付けなくなり、アースカノン→スーパーペクトルパンチに破れる。
銀河獣アンモナイトン（）
第38話に登場。様々な星の生命体を滅ぼす「歩く細菌兵器」と言われ、海水を浴びるとペスト菌を発することができる。鎌首状の右手からはビームを発射する。地球にペストを蔓延すべく、シュバリエが召還したが、事故で山之神分校地下に埋没したため、ゾーン幹部が星川兄妹（ガロア→学、シュバリエ→健、ビリオン→文矢、ドルドラ→数美、ザザ→レミ）に変装して発掘。海を目指したが、ファイブマンに阻まれ、必殺・ファイブテクターで体を貫かれ、撃破された。
- デザインは大畑晃一が担当。造形のトリックで手を首の部分に入れれば動きが出ることから、アンモナイトを本来の顔が来る位置に配置している。

ミリア星人ソーラ / ダークソーラ
第39話に登場。棒術の使い手で、「銀河乱舞」という棒を旋回させて竜巻を起こし相手を吹き飛ばす技を持つ。
故郷のミリア星に住んでいたころ、目の前で銀河盗賊に両親を殺され、彼女も命を奪われかけた際にビリオンに助けられた過去がある。ただしビリオン曰く「あのころの俺は血に飢えていた」だけであり、たまたま戦える相手だった盗賊たちを斬り、非戦闘要員だったソーラには興味もなく単に見逃しただけだったが、ソーラはそれを恩義に感じると共にビリオンを慕い、彼を追って地球に来訪した。その後ビリオンが彼女に「地球の平和のためにファイブマンと戦っている」という嘘を吹き込んだため、それを真に受けて変身薬を飲んで怪人態「ダークソーラ」に変身し、ファイブマンに挑むが1分持たずに元に戻った。その後、2つ目の薬を飲もうとするも、その薬は強大な力を生む代わりに、死ぬまで戻れないという副作用があるため、ファイブマンを探していた際に地球の恋人を見た彼女が「決戦に挑む前に1日だけ人間の姿でビリオンとデートをしたい」と願い出て、人間の姿となったビリオンと夢のような1日を過ごした後、再び服薬してダークソーラに変身しファイブマンに再戦するも敗北。さらにビリオンに「ドジな奴」と見限られた上に、彼の口からミリア星での出来事の真相を暴露されたことでようやく騙されていたと気付きビリオンを襲うが、それでも愛したビリオンを殺せず、最後は「お前の手にかかって死にたい」と、自らビリオンのレイピアに突かれて致命傷を負う。その後、元の姿に戻り、朦朧とした意識の中で自身を介抱した学をビリオンと思い込んだまま、幸せそうな笑みを浮かべて息絶えた。
- ダークソーラのデザインは篠原保が担当。モチーフは植物。

銀河魔神剣サーベルギン
第40話に登場。自我を持つ剣で、持った者の欲望や邪心を吸収してパワーにする。さらにその者を邪悪な姿に変貌させることが出来る。銀河一の剣豪になるべく、ビリオンが宇宙から呼び出した。その後、気の弱いマナブ少年が学と剣道の特訓をしていることを知ると、ビリオンはサーベルギンにマナブの「強くなりたい」という欲望を吸収させようと画策し、マナブに手渡す。その結果マナブは邪悪な姿に変貌し、欲望を吸収させて大暴れ、学は決死の思いで取り外し、マナブを元に戻すが、ビリオンが今だとばかりに奪い返し、欲望や邪心を吸収させることでサーベルビリオンに変身、レッドに戦いを挑んだ後に巨大化（ゴルリンは使わず）して、ファイブロボと戦うが、超次元ソード一刀流にサーベルギンは撃破され、ビリオンは元に戻った。
- デザインは大畑晃一が担当。サーベルビリオンの後にデザインされた。

### ゾーンの戦力
銀河戦艦バルガイヤー
ゾーンの旗艦である巨大戦艦。地球に到達後は北極に着陸し、そこを拠点とした。多数のバルゴールを搭載し、艦自体の持つ戦闘能力も極めて高い。艦内には酒場、コンピュータールーム、ダストシュート、実験室、トイレ（全て洋式）、金庫、天井裏など様々な設備が存在しており、他作品の敵基地としては珍しく詳細な描写がなされている。意思を持っており、メドーに対し求愛していたが、彼女が死亡してからはその亡骸を艦内に奉っていた。
バルゴール
ゾーンの小型戦闘機。中央部に2連装のビーム砲塔を持ち、それを発射して惑星攻略を行う。
空中飛行時は円盤形態であり、低空戦時や走行する際には機体下部から6本の脚を伸ばし、それをプロペラのように回転させながら、地表近くを進む戦車形態となる。
当時の児童本では、バルゴール1機につき、生産コストが5万ドルエンかかるとドンゴロスが述べていた。
巨大化獣ゴルリン
白い体をした巨大改造エイリアン。銀河闘士の残存エネルギーを吸収して、再生・巨大化させる。ただし、銀河闘士が完全に息絶える前に吸収できなければ巨大化させることはできない。登場した順に1号、2号と番号を振り分けられている。
基本的に巨大化後の銀河闘士は野獣のような咆哮を上げるのみだが、ごく稀にカニアリギンのように、巨大化後も人語を話すものも存在する。
また、最初から巨大なサイラギンを吸収しようとしたところをファイブトレーラーに妨害され、素体のままでファイブロボと戦ったゴルリン6号、走っている途中に転んで頭を打って気絶し、コウモルギンを吸収・巨大化させるのに間に合わなかったゴルリン12号、銀河植物シドンデモンと合体したゴルリン13号、銀河サーカス出身のライオギンを吸収するも、ライオギンの親友ジークの説得によってライオギンと分離してしまったゴルリン21号、ガロアによってビッグガロアンに改造されたゴルリン36号など、パターンを逸脱したケースも見られる。価格は1体につき10万ドルエンである。武器を使用するケースはほとんど見られないが、ゴルリン6号はビームを放っている。
肩書きは「エイリアン」ではあるが、「さかさまデー」の影響は受けていない。
- デザインは大畑晃一が担当。ゴルリン13号はシドンデモンとの合体状態のデザイン画も描かれている。初期案では骨組みに肉付けされるというものであったが、操演では様にならないため、スノーマンをモチーフとしたデザインとなった。

巨大戦闘獣黒ゴルリン
第30話より登場。シュバリエが操る白ゴルリンを改造した黒いゴルリン。胸にゾーンの紋章が描かれている。銀河闘士を吸収・巨大化させる能力を廃して戦闘用に強化されており、銀河闘士を吸収しなくてもファイブロボと互角以上に戦う。武器は両肩のキャノン砲と鉄球・黒ゴルリンハンマー。第30話ではイカタマギンと共に鉄球を使って、ドッジボール戦を行った。
シュバリエと共にファイブマンと幾度なく交戦し、最終決戦において、スーパーファイブロボのスーパーベクトルパンチ2連発で最期を迎えた。
- デザインは大畑晃一が担当。

ビッグガロアン
第44話に登場。ガロアによって改造されたゴルリン36号が、パワーショベルやクレーン車など複数の重機を吸収したことによって誕生した巨大ロボット。
ベースのゴルリン36号は、頭部にガロア用のコクピットやパソコン通信への割り込みや傍受が可能な通信機が追加された他、バルガイヤーの生体エキスと思しき物でパワーアップしており、その強化された力でスーパーファイブロボを圧倒。左腕のショベルアームでスーパーベクトルパンチを封じ、電撃と胸からのキャノン砲の一撃で破壊した。撃破までの所要時間は2分59秒9（ドンゴロスの計測による）。だがシュバリエの「ファイブマンを倒さないと、勝ったとは言えん」という声を聞いて残骸を見ると、操縦席はもぬけの殻だったため、ファイブマンが避難したと思いマグマベースを破壊しようとするが、マグマベースには逃げられる。直後操縦席のパソコンにニュータウン小学校生徒からのパソコン通信が入ると（この日は同小学校再建の日だった）、同小学校を襲うが、待ち構えたファイブマンのアースカノンで操縦席の風防を破壊され、そこから、マグマベースの一斉射撃を受けて爆発した。ビッグガロアンは敗れたものの、スーパーファイブロボを倒した功績から、ガロアはメドーから復権を許されることになった。
- デザインは篠原保が担当。篠原の趣味である建機のような要素が多く入っている。

宇宙船
シュバリエ専用艦、第28話から登場。

## 設定
ニュータウン小学校
星川兄妹の5人が教師として赴任している小学校。
シドンの花
シドン星原産の花。花の形と色は地球の植物ではジャガイモによく似ている。
星川家にとっては「一家の思い出の花」であり、この花を栽培して、シドン星の緑化作業に取り組んでいたことから、星川兄妹にとっても両親を繋げる絆を象徴する花であったが、銀帝軍ゾーンの真の支配者バルガイヤーにとっては致命的な弱点となるために、ゾーンに狙われ、シドン星の花は根こそぎ苅り尽くされてしまった。
マグマベースが地球に帰還した後、星川兄妹によって地球でも栽培されていたが、20年後のゾーンの襲来によって再び踏みにじられてしまい、さらにゴルリンと融合させられ、シドンデモンとなってファイブマンと戦わされたこともあった。
本性を現したバルガイヤーに狙われ、最後には兄妹の教え子だったタツヤ少年が大事にしていた1株だけになってしまったが、この最後の花が最終決戦で弱点であるバルガイヤーを葬る力となった。
P16惑星
銀河系にある辺境の星。ゾーンに捕まり、奴隷商人の手から逃れた星川夫妻はこの星で銀帝軍ゾーンを倒す研究を続け、地球へ帰還すべく、スターファイブを建造した。
宇宙の流れ狼グンサーによってスターファイブは強奪され、夫妻は還る手段を失ってしまったものの、スターファイブは地球へ到着し、そこでファイブマンの新しい戦力となり、後にグンサーは絶命する前に兄妹に、両親の生存とP16惑星にいることを告げる。
ゾーンとの最後の戦いの前には、脱皮形態のバルガイヤーから放たれる妨害電波によってワープ通信が遮断されてしまったが、最終決戦時に辛うじて通信が届き、バルガイヤーの弱点が伝えられた。

## キャスト
文学座や倉田プロモーションなど劇団・アクション団体からの起用を中心とした。ナレーターは、『超新星フラッシュマン』に次いで小野田英一が2度目の登板を果たしている。
『電子戦隊デンジマン』以来戦隊ロボのスーツアクターを務めている日下秀昭が、グンサー役として初めて素面のキャラクターとして出演した。これは、日下が東映プロデューサーの鈴木武幸に要望して実現したものであった。
中盤より登場した敵幹部「初代艦長シュバリエ」にはかつて『フラッシュマン』でグリーンフラッシュ・ダイを演じた植村喜八郎が起用された。
タレントの中川翔子は、本名である中川しようこ名義で、本作品に子役としてゲスト出演したことがあるとインタビューで語っている。

### レギュラー・準レギュラー
- 星川学 / ファイブレッド：藤敏也
- 星川健 / ファイブブルー：信達谷圭
- 星川文矢 / ファイブブラック：小林良平
- 星川数美 / ファイブピンク：宮田かずこ
- 星川レミ / ファイブイエロー：早瀬恵子
- ガロア艦長：石川武（第1 - 4,6 - 話）
- 初代艦長シュバリエ[注釈 27]：植村喜八郎（第28 - 47話）
- 銀河剣士ビリオン：山下伸二（第1 - 19,21 - 40,42 - 46話）
- 銀河博士ドルドラ：西初恵（第1 - 19,21 - 46話）
- 銀河の牙ザザ：渡辺元子（第1 - 19,21 - 38,42 - 46話）
- 銀河皇帝メドー（第1 - 15,17 - 46話） / 王女メドー（第48話）：松井千佳
- タツヤ：杉浦明彦（第1,2,44,46,48話）
- 星川博士：三ツ木清隆（第1,20,46 - 48話）
- 星川緑[注釈 28]：石井めぐみ（第1,31,35,46 - 48話）

### 声の出演
- アーサーG6：松本梨香（第1 - 25,27 - 38,41 - 48話）
- メドー：金野恵子（第1 - 7,9 - 15,17 - 46話）
- ドンゴロス：神山卓三（第1 - 4話）、加藤治（第5 - 19,21 - 36,39,43 - 48話）
- 銀河超獣バルガイヤー：加藤精三（第46 - 48話）
- ファイブくん：平辻朝子（25 - 31,33 - 35）、太地琴恵（23）、高坂真琴（24 - 26,28 - 31,33 - 35）、桑原たけし
- ガロアどん：梅津秀行（28 - 31,33 - 35）、逸見慶子（第24,27話のみ）
- ナレーション：小野田英一

### ゲスト
- 星川学（幼少時）：土倉有貴（第1,17話）
- 星川健（幼少時）：田宮賢太朗（第1話）
- 星川数美（幼少時）：植松佳菜美（第1話）
- タケシ：井上豪（第3話）
- 亮太：冨田晋寛（第6話）
- その父：ドン貫太郎（第6話）
- レポーター：渕崎ゆり子（第9話）
- 雄介：保木本竜也（第9話）
- 真一：青戸昭憲（第9話）
- 岩城老人：岩城力也（第11話）
- 新太郎：中山竜二（第11話）
- 湯川太郎：多賀啓史（第12話）
- マコ：冨田千晴（第14話）
- 一樹：八百坂圭祐（第16話）
- 教師：松尾晶代（第16話）
- ひろし：岩田裕之（第18話）
- 宇宙の暴れウルフ・グンサー：日下秀昭（第19,20,45,46話）
- コニシキ：伊藤元博（第21話）
- メガネ：神崎充（第21話）
- ノッポ：針谷隼光（第21話）
- 結城光司：海津亮介（第22話）
- 子供たち：宇田川大、小山田博文、林義久、大豆生田信彰、飯島美有紀、吉浦直美（第23話）
- 照夫：宮島敏（第27話）
- 子供たち：西村政貴、中谷広貴、神崎充（第30話）
- 百合子：中村容子（第35話）
- 子供たち：峯村康平、中村花子、中野聡彦、小糸和泉、赤澤啓仁（第38話）
- まなぶ：石関賢太郎（第40話）
- トオル：福田郁緒（第41話）
- 恵：鈴木秋海（第42話）
- 勇：鈴木健一（第42話）
- 良夫：酒井一臣（第43話）
- 良夫の母：奥山真佐子（第43話）
- ヒロミ：別府紗織（第44,46,48話）
- フミオ：海野真弘（第44,46,48話）
- タツヤの母：松尾晶代（第48話）

### スーツアクター
ファイブブラック役の大藤直樹は本作品で初めてヒーロー役を担当した。
- ファイブレッド[76][8]：新堀和男
- ファイブブルー[出典 34]：石垣広文
- ファイブブラック[75][13]：大藤直樹
- ファイブピンク[79][15]：蜂須賀昭二
- ファイブイエロー[80][16]：蜂須賀祐一
- アーサーG6[81]：田邊智恵
- ファイブロボ[82]、スターファイブ[73]、スーパーファイブロボ[73]：日下秀昭
- 銀河商人ドンゴロス（前期）[83]：渡辺実
- 銀河商人ドンゴロス（後期）[83]、銀河闘士[83]、バツラー兵[84]：竹内康博
- 銀河闘士[85][注釈 29]：宮崎剛
- バツラー兵[86]、銀河戦隊ギンガマン[86]、エイリアン[86]：中川素州
- バツラー兵[87]：福沢博文
- 藤敏也吹替：今井靖彦[88]

## スタッフ
メインスタッフは9作連続でメインライターを務める脚本の曽田博久、監督の長石多可男、音楽の吉田明彦など前作とほぼ変更がないが、前述した特撮監督の交代など変革も見られる。一方で鈴木武幸プロデューサーの「新たな血を導入したい」との意向もあり、曽田や長石、チーフ助監督の諸田敏などのメインスタッフが本作品終了後、一時期スーパー戦隊シリーズの現場を離脱している。
キャラクターデザインには前作より続投の篠原保に加え、それまでアニメでのメカデザイナーや監督の活動が主であった大畑晃一が新たに起用された。
- プロデューサー：宇都宮恭三（テレビ朝日）、鈴木武幸（東映）
- 原作：八手三郎
- 連載：テレビマガジン、てれびくん、テレビランド
- 脚本：曽田博久、渡辺麻実、藤井邦夫、井上敏樹
- 音楽：吉田明彦
- アクション監督：竹田道弘（ジャパン・アクション・クラブ）
- 監督：長石多可男、蓑輪雅夫、新井清、東條昭平
- 撮影：いのくままさお
- 照明：中川勇雄、竹田勝三、斉藤久
- 美術：山下宏
- キャラクターデザイン：大畑晃一、篠原保
- イラスト：薄永俊之、野口竜、佐藤樹云
- 録音：石川孝
- 編集：伊吹勝雄、成島一城
- 記録：大塚祐子、石川和枝、高山秀子、安部伸子、渡辺由香
- 選曲：村田好次
- 効果：大泉音映
- 人形操作：安部恵子
- 計測：黒須健雄
- 助監督:諸田敏､渡辺勝也、竹本昇、杉原和久、今井健
- 操演：船越幹雄
- 美粧：サン・メイク
- 衣裳：東京衣裳
- 装飾：装美社
- 装置：東映美術センター、紀和美建
- 進行主任：室橋忠、奈良場稔、後藤田伸幸
- 制作デスク：岩永恭一郎
- 制作担当：藤田佳紀
- 企画協力：企画者104
- 資料：柴田隆子
- 造型：前沢範、レインボー造型企画
- 視覚効果：チャンネル16→映画工房
- 現像：東映化学
- 車両協力：MAZDA
- オートバイ協力：SUZUKI
- ビデオ合成：東通ecgシステム（前岡良徹、近藤弘志、石垣強、鈴木康夫）
- 撮影協力：茨城県筑波山麓ゆう・もあ村、グリーンピア指宿、ゴールドパーク串木野、有限会社山野井、日本エアシステム、伊豆海浜公園
- （株）特撮研究所（以下21話から特撮監督をのぞいてノンクレジット）
  - 操演：鈴木昶、尾上克郎
  - 撮影：高橋政千
  - 照明：林方谷
  - 特撮監督・美術：佛田洋
- 制作：テレビ朝日、東映、東映エージエンシー

## 音楽
主題歌
主題歌シングルは本作品より、CDとカセットテープのみの発売に移行した。
オープニングテーマ「地球戦隊ファイブマン」
作詞：売野雅勇 / 作曲：小杉保夫 / 編曲：山本健司 / 歌：鈴木けんじ
第21話以降、ファイブマシンの登場シーンの一部がスターキャリアに変更されている。
劇中では第3〜6、7、8、14、16、18、22、24、26〜28、36、38、41〜45話で歌唱版、第2、10、28話でインストゥルメンタル版が使用された。
また、第28話ではファイブマンとアーサーが本曲を歌唱するシーンが存在する。
作中の他、新番組予告、番宣CM、後楽園ゆうえんちヒーローショーのCMのBGMにインストゥルメンタル版が使用されている。
エンディングテーマ「ファイブマン、愛のテーマ」
作詞：売野雅勇 / 作曲：小杉保夫 / 編曲：松下一也 / 歌：鈴木けんじ
第21話以降、ファイブロボの登場シーンがスーパーファイブロボに変更されている。
作中では第7話でインストゥルメンタル版が使用された。

挿入歌
「熱いビートでファイブマン」
作詞：高田ひろお / 作曲：小杉保夫 / 編曲：吉田明彦 / 歌：鈴木けんじ
第26話ではインストゥルメンタル版が使用された。
「おれたちウラヒーロー」
作詞：高田ひろお / 作曲：FULTA / 編曲：石田勝範 / 歌：Y.F ZOMBIE COMPANY
「ジャンケンジャンプ! ファイブマン」
作詞：そのべかずのり / 作曲：池毅 / 編曲：石田勝範 / 歌：鈴木けんじ
「五つの心でファイブロボ」（第13、15、16、18、19、31、33、43話）
作詞：八手三郎 / 作曲：小杉保夫 / 編曲：吉田明彦 / 歌：影山ヒロノブ
『百獣戦隊ガオレンジャーVSスーパー戦隊』では、歴代レッド戦士のメカの戦闘シーンにてインストゥルメンタル版が使用されている。
「カンフー・ダンス」（第13話）
作詞：そのべかずのり / 作曲・編曲：吉田明彦 / 歌：CHIEMY
「スーパー・アーサー」
作詞：曽田博久 / 作曲：小杉保夫 / 編曲：石田勝範 / 歌：松本梨香
「ブラザー・ブラッド」（第17話）
作詞：長石多可男、そのべかずのり / 作曲：池毅 / 編曲：吉田明彦 / 歌：鈴木けんじ
「ハンド・イン・ハンド」（第18話）
作詞：そのべかずのり / 作曲：小杉保夫 / 編曲：石田勝範 / 歌：CHIEMY
第41話ではインストゥルメンタル版が使用された。
「地球はほがらかじま」（第23話）
作詞：高田ひろお / 作曲：小坂明子 / 編曲：松下一也 / 歌：鈴木智太、森の木児童合唱団
第23話ではAパートで歌唱版、Bパートでインストゥルメンタル版が使用された。
「兄弟ロボだぜ! スターファイブ」（第23、25、27、30、42話）
作詞：八手三郎 / 作曲：小杉保夫 / 編曲：松下一也 / 歌：高原兄
「ニュータウン小学校校歌」（第44話）
作詞：渡辺勝也 / 作曲：広沢麻美
再建されたニュータウン小学校の児童たちによって歌われた。CDにはインストゥルメンタル版のみ収録。
上記の他、第28、30話でシュバリエとギンガマンが甲斐バンドの「HERO（ヒーローになる時、それは今）」を歌唱するシーンが存在する他、第32話ではTOM★CATの「BIRTHDAY SONG」、第39話では矢沢永吉の「哀しみの彼方へ」、第41話ではサザン・オールスターズの「ラッパとおじさん (Dear M.Y's Boogie)」、聖飢魔IIの「1999 SECRET OBJECT」が挿入歌として使用された。

## 放送日程
| 放送日         | 放送回 | サブタイトル   | 登場銀河闘士・他 | 脚本     | 監督       |
| -------------- | ------ | -------------- | --- | -------- | ---------- |
| 1990年03月02日 | 1      | 五兄弟戦士     | - ガメルギン - シドン星人イーヤ、トーヤ | 曽田博久 | 長石多可男 |
| 3月09日        | 2      | 父の仇! 母の仇 | - ガメルギン - ゴルリン1号 | 曽田博久 | 長石多可男 |
| 3月16日        | 3      | 挑戦! 銀河の虎 | - トラルギン（声：河合義雄） - ゴルリン2号 | 曽田博久 | 蓑輪雅夫   |
| 3月23日        | 4      | 地球を酔わせろ | - ゾウルギン（声：横井弦之助） - ゴルリン3号 | 曽田博久 | 蓑輪雅夫   |
| 3月30日        | 5      | みなしご銀河卵 | - コンドルギン（声：寺杣昌紀） - 銀河卵（声：むたあきこ） - ゴルリン4号                                                                                     | 曽田博久 | 新井清     |
| 4月06日        | 6      | 働き者は嫌いだ | - 実験闘士エノキラーギン（声：梅津秀行） - ゴルリン5号 | 渡辺麻実 | 新井清     |
| 4月13日        | 7      | 45mの小学生    | - サイラギン（声：坂本千夏） - ゴルリン6号 | 曽田博久 | 長石多可男 |
| 4月20日        | 8      | 輝け! 一粒の命 | - オオカミルギン（声：依田英助） - クリスタル星人サーヤ（演：曽根由加） - ゴルリン7号                                                                       | 藤井邦夫 | 長石多可男 |
| 4月27日        | 9      | 登場ギンガマン | - ガガーギン（声：岸野一彦） - 銀河戦隊ギンガマン - ゴルリン8号                                                                                             | 曽田博久 | 東條昭平   |
| 5月04日        | 10     | 俺の血を吸え!  | - カブトギン - ロマノ星王子レイ・ゾーバ（演：西村武純） - ララー（演：原寿美子） - ゴルリン9号                                                              | 井上敏樹 | 東條昭平   |
| 5月11日        | 11     | あぶない宝探し | - モグラルギン（声：丸山詠二） - ゴルリン10号 | 藤井邦夫 | 蓑輪雅夫   |
| 5月18日        | 12     | アーサー超変型 | - デンキウナギン（声：森篤夫） | 曽田博久 | 蓑輪雅夫   |
| 5月25日        | 13     | ドレミファイト | - トドルギン（声：西尾徳） - ゴルリン11号 | 曽田博久 | 長石多可男 |
| 6月01日        | 14     | 可愛いウソつき | - コウモルギン（声：大山豊） - ゴルリン12号 | 曽田博久 | 長石多可男 |
| 6月08日        | 15     | レッドが二人!! | - ガロア艦長 - 銀河植物シドンデモン - ゴルリン13号 | 曽田博久 | 東條昭平   |
| 6月15日        | 16     | 腹ぺこヒーロー | - ゴキラーギン（声：飯塚昭三） - ゴルリン14号 | 渡辺麻実 | 東條昭平   |
| 6月22日        | 17     | 文矢の交際宣言 | - クモルギン（声：徳丸完） - ゴルリン15号 | 藤井邦夫 | 長石多可男 |
| 6月29日        | 18     | お金貯めます!! | - ブタルギン（声：飯塚昭三） - ゴルリン16号 | 井上敏樹 | 長石多可男 |
| 7月06日        | 19     | 赤いけんかロボ | - 宇宙の暴れウルフ・グンサー - サイラギン - スターファイブ - 番号不明のゴルリン                                                                             | 曽田博久 | 蓑輪雅夫   |
| 7月13日        | 20     | 燃えろ兄弟ロボ | - 宇宙の暴れウルフ・グンサー - 銀河魔神バールギン（声：青森伸）                                                                                             | 曽田博久 | 蓑輪雅夫   |
| 7月20日        | 21     | 跳び箱3人組    | - アメーバルギン（声：渡部猛） - ゴルリン17号 | 曽田博久 | 長石多可男 |
| 7月27日        | 22     | 光る美青年     | - 放浪剣士クイーンキラー（声：弥永和子） - ゴルリン18号 | 渡辺麻実 | 長石多可男 |
| 8月03日        | 23     | 5くん人形      | - 銀河怪獣カイジュルギン（ノッペリ星人）（声：西尾徳） - 銀河戦隊ギンガマン - ゴルリン19号                                                                  | 曽田博久 | 東條昭平   |
| 8月10日        | 24     | のろ亀忍者     | - 銀河忍者バツラギン（声：河合義雄） - バツラー兵339号（声：梅津秀行） - ゴルリン20号                                                                       | 曽田博久 | 東條昭平   |
| 8月17日        | 25     | 友情の桜島     | - ライオギン（声：岸野一彦） - ジーグ（演：山野井進治） - 銀河戦隊ギンガマン - ゴルリン21号                                                                 | 曽田博久 | 長石多可男 |
| 8月24日        | 26     | 九州だョン     | - コガネギン（声：飯塚昭三） - ゴルリン22号 | 曽田博久 | 長石多可男 |
| 8月31日        | 27     | 眠れば死ぬ     | - カマキラーギン（声：大山豊） - ゴルリン23号 | 井上敏樹 | 東條昭平   |
| 9月07日        | 28     | 地獄の合唱     | - コオロギン（声：桑原たけし） - 銀河戦隊ギンガマン | 曽田博久 | 蓑輪雅夫   |
| 9月14日        | 29     | 合身VS合体     | - カニギン（声：徳丸完） - アリギン（声：篠田薫） - カニアリギン（声：徳丸完、篠田薫） - 銀河戦隊ギンガマン - ゴルリン24号                                  | 曽田博久 | 蓑輪雅夫   |
| 9月21日        | 30     | 黒ゴルリン     | - イカタマギン（声：依田英助） - 銀河戦隊ギンガマン - 黒ゴルリン - ゴルリン25号                                                                             | 曽田博久 | 東條昭平   |
| 9月28日        | 31     | あぶない母     | - タヌキツネギン（声：飯塚昭三） - 銀河カンフー軍団 - ゴルリン26号                                                                                          | 曽田博久 | 東條昭平   |
| 10月05日       | 32     | 学、死す!      | - ワニカエルギン（声：岸野一彦） - 銀河戦隊ギンガマン - ゴルリン27号                                                                                        | 井上敏樹 | 長石多可男 |
| 10月12日       | 33     | 必殺裏返し     | - ゴリワシギン（声：飯塚昭三、大山豊） - 黒ゴルリン - ゴルリン28号                                                                                          | 曽田博久 | 長石多可男 |
| 10月19日       | 34     | 人間カン詰     | - サメジゴクギン（声：河合義雄） - 銀河戦隊ギンガマン - 黒ゴルリン - ゴルリン29号                                                                           | 曽田博久 | 蓑輪雅夫   |
| 10月26日       | 35     | 学の秘密!!     | - ヒョウコブラルギン（声：岸野一彦） - 銀河戦隊ギンガマン - ゴルリン30号                                                                                    | 藤井邦夫 | 蓑輪雅夫   |
| 11月02日       | 36     | 双子大作戦     | - サソリナマズギン（声：飯塚昭三） - 銀河戦隊ギンガマン - ゴルリン31号                                                                                      | 渡辺麻実 | 東條昭平   |
| 11月09日       | 37     | 人間大砲!      | - サザエマジロギン（声：西尾徳） - 銀河戦隊ギンガマン - ゴルリン32号                                                                                        | 曽田博久 | 東條昭平   |
| 11月16日       | 38     | 偽兄弟先生     | - 銀河獣アンモナイトン（声：徳丸完） - 銀河戦隊ギンガマン                                                                                                   | 曽田博久 | 長石多可男 |
| 11月23日       | 39     | 愛を下さい     | - ソーラ（ダークソーラ）（演：水野美紀) - 宇宙盗賊 | 井上敏樹 | 長石多可男 |
| 11月30日       | 40     | 少年魔神剣     | - 銀河魔神剣サーベルギン（声：依田英助） - サーベルビリオン                                                                                                 | 渡辺麻実 | 蓑輪雅夫   |
| 12月07日       | 41     | 怖いデート     | - カメレザルギン（声：河合義雄、人間体：福田郁緒） - 幽霊銀河闘士 - 銀河戦隊ギンガマン（バイカン星人ギンガレッド、フジミン星人ギンガピンク） - ゴルリン33号 | 藤井邦夫 | 蓑輪雅夫   |
| 12月14日       | 42     | カンフー魂     | - ヒルアゲハギン（声：徳丸完） - 偽ファイブマン（銀河戦隊ギンガマン） - ゴルリン34号                                                                        | 曽田博久 | 東條昭平   |
| 12月21日       | 43     | テレビの恋     | - テラノTVギン（声：河合義雄） - 悪魔テレビ（声：高坂真琴、新井一典） - 銀河戦隊ギンガマン - 黒ゴルリン - ゴルリン35号                                      | 曽田博久 | 東條昭平   |
| 1991年01月11日 | 44     | 死闘ロボ戦     | - ビッグガロアン（ゴルリン36号） - 銀河戦隊ギンガマン | 曽田博久 | 長石多可男 |
| 1月18日        | 45     | 敵基地突入     | - 宇宙の暴れウルフ・グンサー - イワカセキギン - ロックマン - 銀河戦隊ギンガマン                                                                             | 曽田博久 | 長石多可男 |
| 1月25日        | 46     | 父母の行方     | - 宇宙の暴れウルフ・グンサー - バラドルギン（声：西初恵） - 銀河剣士ビリオン - ゴルリン37号                                                                 | 曽田博久 | 長石多可男 |
| 2月01日        | 47     | 超獣大脱皮     | - 銀河超獣バルガイヤー - 初代艦長シュバリエ - 銀河戦隊ギンガマン - 黒ゴルリン                                                                               | 曽田博久 | 東條昭平   |
| 2月08日        | 48     | 星への旅立ち   | - 銀河超獣バルガイヤー - ガロア艦長 - 銀河商人ドンゴロス | 曽田博久 | 東條昭平   |

## 評価
視聴率は、前作『高速戦隊ターボレンジャー』での放送時間変更により低迷を続けており、本作品ではシリーズの立て直しを図るべく様々な新機軸が導入された。しかし効果は薄く、第26話では視聴率1.8%という当時の最低記録を更新した。長期シリーズの宿命として、シリーズそのもののマンネリ化が極度に達していたことも視聴率の低下に拍車をかけた。実際、当時の東映スタッフの間には「戦隊シリーズはあって当然、空気のようなもの」という感覚が蔓延しており、メインライターである曽田も満身創痍で苦しみながら本作品を執筆したことをインタビューにて語っている。また当時の戦隊制作現場について東映の白倉伸一郎は、「『ファイブマン』から『恐竜戦隊ジュウレンジャー』のころまでは戦隊シリーズは毎年打ち切り覚悟で制作されていた」と近年証言している。低年齢層に向けすぎた文芸やコメディの匂いを強めに散りばめた敵などが災いして、展開のマンネリ感によってスタートダッシュで苦戦したため、この危機感からスタッフは展開のハード化や圧倒的に強い敵など様々なテコ入れ策を講じるもなかなか上昇には結び付かなかったが、初代艦長シュバリエが登場した第3クール中盤には最高視聴率13.3パーセントを獲得するなど後半は急激に反転上昇を見せた。東映プロデューサーの鈴木武幸は、この件を通じて思うようにいかない時は新しい方向性を探ることの重要性を実感したといい、初期設定にこだわっていたらシリーズが終わっていたかもしれないと述べている。
玩具の売れ行きも不調だった。当時メタルヒーローシリーズが1987年ごろのシリーズ存亡の危機から盛り返してきており、同年の『特警ウインスペクター』は本作品と同程度の売上を稼いでいた。当時バンダイ社員だった野中剛は、教師設定などが暴力的な番組を嫌う親世代を意識したのに対し、商品ラインナップが前年を引き継いだものだったことを苦戦した要因と推測している。
声優・女優の福井裕佳梨や沖佳苗などは本作品のファンを公言している。漫画家の鳥山明は当時、本作品を子供たちと一緒に視聴しており、『週刊少年ジャンプ』の巻末コメントにて「子供より夢中になってる私です」とコメントし、自身の漫画内でも「『ファイブマン』の放送時間の短さ」を話題に挙げていた。

## 次回予告
「次回予告」は担当者によって4パターンに分けられ、それによって締めゼリフも異なる。
- 第1・2話ではナレーターが担当、締めゼリフは一切無し。
- 第3話から第22話では銀河商人ドンゴロスが担当。締めは第12話までは「来週も見ないと損やで」だが、第13話以降は「損やで」が「大損やで」に変わった。
- 第23話から第34話までは5くん人形が1週交代で担当、締めは異なるものの、必ず「応援」が入っていた。なお第25話のみガロアどんが担当、締めは「来週も必ず見よう」と、「応援」が無かった。
- 第35話以降はファイブマンのメンバーが1週交代で担当、締めは毎回異なり、第45・46話に至っては締めゼリフが無かった。

## 放映ネット局
- 関東広域圏：ANB（現・EX） テレビ朝日 ※キーステーション
- 北海道：HTB 北海道テレビ
- 青森県：RAB 青森放送
- 岩手県：IBC 岩手放送（現・IBC岩手放送）
- 宮城県：KHB 東日本放送
- 秋田県：ABS 秋田放送
- 山形県：YBC 山形放送
- 福島県：KFB 福島放送
- 新潟県：NT21（現・UX） 新潟テレビ21
- 富山県：KNB 北日本放送
- 福井県：FTB 福井テレビ
- 山梨県：YBS 山梨放送
- 長野県：TSB テレビ信州
- 静岡県：SKT 静岡けんみんテレビ（現・SATV 静岡朝日テレビ）
- 愛知県・中京広域圏：NBN 名古屋テレビ
- 大阪府・近畿広域圏：ABC 朝日放送（現・朝日放送テレビ）
- 鳥取県・島根県：TSK 山陰中央テレビ
- 広島県：HOME 広島ホームテレビ
- 山口県：TYS（現・tys） テレビ山口
- 徳島県：JRT 四国放送
- 香川県・岡山県：KSB 瀬戸内海放送
- 愛媛県：EBC テレビ愛媛
- 高知県：KUTV テレビ高知
- 福岡県：KBC 九州朝日放送
- 長崎県：NCC 長崎文化放送（1990年4月 -）
  - 4月6日分より通常放送に移行するため、既放送分を1日2回放送するなどして対応。
- 熊本県：KAB 熊本朝日放送
- 大分県：OBS 大分放送
- 宮崎県：MRT 宮崎放送
- 鹿児島県：KKB 鹿児島放送
- 沖縄県：RBC 琉球放送

## 映像ソフト化
いずれも発売元は東映ビデオ。
ビデオ（VHS、セル・レンタル共通）はヒーロークラブの全5巻がリリースされている。
- 『戦隊スーパーバトルファイル』 - 1990年5月25日発売。第3話の再編集版。他に『超獣戦隊ライブマン』の第44話と、『ターボレンジャー』の第39話の再編集版も収録されている。
- 『地球戦隊ファイブマン 無敵のパワー・アースカノン!』 - 1990年7月27日発売。第1話・12話の再編集版。
- 『地球戦隊ファイブマン 決戦!銀河無敵の五兄弟戦士』 - 1990年9月21日発売。第14話・15話の再編集版。
- 『地球戦隊ファイブマン スーパー合体!最強ロボ』 - 1990年10月26日発売。第19話・20話の再編集版。
- 『スーパー戦隊スペシャルレポート 誕生!鳥人戦隊ジェットマン』 - 1991年5月24日発売。次作『ジェットマン』の第1、2話と共に本作品の第47、最終回の再編集版が収録されている。内容はファイブマンからジェットマンへの引き継ぎを兼ねたものとなっている。

DVDは2011年7月21日から11月21日にかけて全5巻（各巻2枚組、2巻までは9話、3巻以降は10話収録）がリリースされた。テレビシリーズ全話の初ソフト化であり、パッケージの戦士はクレジット順（名乗り順）である。

## CS放送・ネット配信
CS放送
- 東映チャンネル
  - 2007年6月 − 11月（「スーパー戦隊ワールド枠」）
  - 2009年11月 − 2010年5月（「アンコールアワー」枠）

ネット配信
- 東映特撮 YouTube Official
  - 2021年4月30日 − 10月15日

## シリーズ内の他作品への登場
各作品における詳細はそれぞれの項目を参照。
スーパー戦隊ワールド
1994年公開の3D映画で、ファイブマンおよびファイブロボ、バツラー兵が登場。
スーパー戦隊大集合
『未来戦隊タイムレンジャー』第51話として放送された特別総集編。タイムレンジャー5人がタイムジェットで本作品の世界を見に来たという設定で、本作品の映像が流用されている。
百獣戦隊ガオレンジャーVSスーパー戦隊
『百獣戦隊ガオレンジャー』のスーパー戦隊Vシネマ作品で、ファイブレッドとスカイアルファが登場。
海賊戦隊ゴーカイジャー
関連する映画も含め、複数のキャラクターが同作品にて登場。
テレビシリーズ：レミ（第49話、最終話）
ゴーカイジャー ゴセイジャー スーパー戦隊199ヒーロー大決戦：ファイブロボ
海賊戦隊ゴーカイジャー THE MOVIE 空飛ぶ幽霊船：バツラー兵
機界戦隊ゼンカイジャー THE MOVIE 赤い戦い! オール戦隊大集会!!
『機界戦隊ゼンカイジャー』の劇場作品。ファイブレッドが登場。